# Diga del Mogoro
La diga del Mogoro è uno sbarramento artificiale situato in località Santa Lucia, nel territorio di Mogoro, provincia di Oristano.
L'opera, collaudata il 2 agosto 1934, è una diga muraria a gravità ordinaria che interrompendo il corso del fiume Mogoro dà origine all'omonimo lago; comprese le fondamenta ha un'altezza di 29,80 metri e sviluppa un coronamento di 345 metri a 67,80 metri sul livello del mare.

Alla quota di massimo invaso, prevista a quota 66,80, il bacino generato dalla diga ha una superficie dello specchio liquido di circa 1,8 km² mentre il suo volume totale è calcolato in 11,31 milioni di m³. La superficie del bacino imbrifero direttamente sotteso risulta di 244 km².
L'impianto, di proprietà della Regione Sardegna, fa parte del sistema idrico multisettoriale regionale ed è gestito dall'Ente acque della Sardegna.